# Knižní klub
Knižní klub je české nakladatelství, které patří společnosti Euromedia Group.

## Nakladatelství
Nakladatelství Knižní klub není výrazně vyhraněno, vydává detektivky, thrillery, historické romány, science fiction, dětskou literaturu i knihy pro mládež (takzvanou young adult literaturu). Je to nejstarší nakladatelská značka společnosti Euromedia Group, je její součástí již od roku 1992. 

## Autoři
Nakladatelství Knižní klub vydává knihy mnoha autorů, mezi nejznámější patří:
- Agatha Christie
- Robin Cook
- Gillian Flynnová
- Ken Follett
- Frederick Forsyth
- Dick Francis
- John Green

## Čtenářský klub
Pod stejnojmennou značkou Knižní klub také funguje čtenářský klub, jehož členové mají při plnění určitých nákupních povinností nárok na knihy za velmi výhodné ceny. Podle údajů Euromedie obsluhuje Knižní klub od roku 1992 pravidelně 200 000 členů.

## Literární soutěž
Každoročně Knižní klub pořádá Literární cenu Knižního klubu. Odborná porota vybere nejlepší soutěžní příspěvek, který pak vyjde v knižní podobě. S cenou je také spjata finanční odměna 100 000 Kč. V roce 2013 došlo k situaci, kdy byla vydána nejen vítězná kniha (Druhý život Marýny G. od Vladimíry Klimecké), ale také dílo jednoho z finalistů (Superpérák od Darka Šmída).